# Serica heydeni
Serica heydeni är en skalbaggsart som beskrevs av Brenske 1897. Serica heydeni ingår i släktet Serica och familjen Melolonthidae. Inga underarter finns listade i Catalogue of Life.